# Бострем, Юлий Карлович
Юлий Карлович Бострем (1830―1900) — журналист, беллетрист.

## Биография
Помещал карикатуры в журнале «Искра» (1864), некоторое время сотрудничал в журнале «Всемирная иллюстрация». Постоянный сотрудник многих одесских изданий, в том числе в конце 1860-х гг.― газете «Новороссийские ведомости» (составитель отдела иностранных известий и очеркист). В 1876 году в Москве вышли сборники рассказов Бострема «Рассказы смеющегося философа» и «Рассказы странствующего сатира» ― комические ситуации и мелодраматические истории из жизни провинциального захолустья. В 1878―1880 гг. участвовал в газете «Обзор», издаваемой в Тифлисе Н. Я. Николадзе. В 1891 году печатал в газете «Одесский вестник» сатирические «Очерки Молдаванки», а в 1891―1892 гг. ― еженедельный воскресный фельетон «В одесском водовороте» и «На одесской житейской сцене». Выступал как водевилист и переводчик романов И. Шерра и К. де Монтепена. Под редакцией Бострема вышел сборник переводов «Великие силы: ум, гений и энергия» (1877, 1881)